# Human Rights Foundation
A Fundação de Direitos Humanos (FDH), (no original em inglês, Human Rights Foundation, HRF), é uma organização sem fins lucrativos que se concentra na promoção e proteção dos direitos humanos a nível mundial, com ênfase nas sociedades fechadas, governadas por regimes autoritários. A Fundação organiza o Fórum da Liberdade de Oslo. Foi fundada em 2005 por Thor Halvorssen Mendoza, produtor de cinema venezuelano e defensor dos direitos humanos. 
Desde 2012, foi seu presidente o grande mestre de xadrez russo Garry Kasparov, sendo sucedido em 2024 por Yulia Navalnaya, opositora russa de Putin e viúva de Alexei Navalny. Javier El-Hage é o atual diretor jurídico. A sede da fundação fica no Empire State Building, na cidade de Nova Iorque.

## Organização
O site da FDH afirma que ela adere à definição de direitos humanos estabelecida no Pacto Internacional sobre Direitos Civis e Políticos (1976), acreditando que todos os indivíduos têm direito de falar livremente, de rezar à maneira de sua escolha, o direito de associar-se livremente com pessoas que pensam da mesma forma, o direito de adquirir e dispor de propriedade, o direito de sair e entrar em seu país, o direito à igualdade de tratamento e ao devido processo legal, o direito de poder participar do governo do seu país, liberdade contra detenção arbitrária ou exílio, liberdade contra escravidão e tortura, e liberdade contra interferência e coerção em questões de consciência.
De acordo com o New York Times, a Fundação "ajudou a contrabandear ativistas para fora de países repressivos, proporcionou a muitos uma exposição mais ampla e conectou outros com financiadores e tecnólogos proeminentes".

## Fórum de Liberdade de Oslo
O Fórum da Liberdade de Oslo (no original em inglês, Oslo Freedom Forum, OFF) é uma conferência anual da FDH em Oslo, na Noruega, apoiada por várias instituições que concedem doações na Escandinávia e nos Estados Unidos através da Fundação.
Os doadores incluem Fritt Ord, a Câmara Municipal de Oslo, a Fundação Thiel de Peter Thiel, o Comitê Norueguês de Helsinque (Den norske Helsingforskomité), o Real Ministério Norueguês de Relações Exteriores, a Amnistia Internacional Noruega, a Plan Norway, a Fundação Brin Wojcicki, a Fundação Casa dos Direitos Humanos de Bergen, a publicação Ny Tid, e a Fundação Fritt Ord.